# Kostel svatého Mikuláše (Stročín)
Kostel svatého Mikuláše je římskokatolický kostel, který se nachází v centru slovenské obce Stročín. Kostel je postaven v gotickém slohu, první zmínka o něm pochází z roku 1443. Je jedním z nejvýznamnějších gotických kostelů na severu Slovenska.[zdroj?] Kostel je chráněn jako národní kulturní památka Slovenské republiky.

## Historie kostela
První zmínka o kostele v Stročíně pochází z roku 1443, kdy zde byl dřevěný kostel bez věže. Vzhledem k tomu, že Stročín se již od roku 1317 rozvíjel jako městečko, je pravděpodobné, že tento kostel byl postaven již v průběhu 14. století. V letech 1443–1496 je kostel doložen v soupisu kostelů vranovsko-stropkovského distriktu jagerského biskupství. Z roku 1691 pochází zmínka o jeho zděné přestavbě v gotickém slohu, v té době byl filiálkou farnosti Mestisko. V následujících letech kostel zchátral a k roku 1775 je zaznamenána pověst, že byl opraven z pokladu, který našla jistá panna.
Během první světové války byl kostel poškozen ruskými a rakousko-uherskými vojsky. V roce 1922 prošel rozsáhlou rekonstrukcí. Poslední rekonstrukce kostela proběhla v roce 2007.
V kostele se dochovaly stavební části z různých etap jeho stavebního vývoje.